# Catherine Doléans-Dade
Pour les articles homonymes, voir Dade.
Catherine Doléans-Dade (Paris, 24 janvier 1942 - Urbana, Illinois, 19 septembre 2004) est une mathématicienne franco-américaine. 

## Biographie
Elle a apporté des contributions importantes au calcul des martingales, notamment une formule générale de changement de variables, un théorème sur les équations différentielles stochastiques et les processus exponentiels des semimartingales.
Après avoir obtenu son doctorat de l'université de Strasbourg en 1970, elle est professeur au département de mathématiques de l'université de l'Illinois à Urbana-Champaign. Elle est décédée d'un cancer en 2004.